# Frédéric Krenc
Frédéric Krenc (* 11. Mai 1978 in La Louvière) ist ein belgischer Jurist. Er ist seit 2021 Richter am Europäischen Gerichtshof für Menschenrechte (EGMR).

## Leben und Wirken
Krenc studierte  Rechtswissenschaften an der Katholischen Universität Löwen, wo er 2001 seinen Abschluss machte. Nach einer spezialisierenden Weiterbildung im Europarecht an der Universität Gent arbeitete er ab 2002 als Rechtsanwalt in Brüssel. Anschließend war er Mitherausgeber der regelmäßig erscheinenden Fachzeitschrift Revue trimestrielle des droits de l'homme. Ab 2008 war er außerdem als ständiger Gastdozent Katholischen Universität Löwen tätig, von 2012 bis 2014 zusätzlich auch an der Universität Lüttich. Von 2013 bis 2021 wirkte Krenc zudem als Schiedsrichter am belgischen Sportschiedsgericht. Von 2018 bis 2021 war Krenc Dozent an der Université Saint-Louis – Bruxelles.
Im April 2021 wurde er als Nachfolger von Paul Lemmens als Vertreter Belgiens zum Richter am Europäischen Gerichtshof für Menschenrechte gewählt. Er trat seine voraussichtlich bis 2030 dauernde Amtszeit am 13. September 2021 an.